# 1. Klasse Halle-Merseburg 1940/41
De 1. Klasse Halle-Merseburg 1940/41 was het achtste voetbalkampioenschap van de 1. Klasse Halle-Merseburg, het tweede niveau onder de Gauliga Mitte en een van de drie reeksen die de tweede klasse vormden. Tot vorig seizoen heette de competitie Bezirksklasse Halle-Merseburg. Traditieclub Hallescher FC Wacker kon na vier seizoenen de titel veroveren en via de eindronde promotie afdwingen.

## Eindstand
| Plaats | Club                    | Wed. | Saldo | Ptn.  |
| ------ | ----------------------- | ---- | ----- | ----- |
| 1.     | Hallescher FC Wacker    | 18   | 82:16 | 33:3  |
| 2.     | SG Mockrehna            | 17   | 42:28 | 24:10 |
| 3.     | FV Sportfreunde Halle   | 18   | 54:38 | 22:14 |
| 4.     | SpVgg Borussia 02 Halle | 18   | 46:31 | 21:15 |
| 5.     | VfL 1911 Bitterfeld     | 18   | 41:43 | 20:16 |
| 6.     | VfL 1912 Merseburg      | 18   | 30:51 | 17:19 |
| 7.     | FC Preußen 01 Merseburg | 18   | 36:42 | 15:21 |
| 8.     | SV 1898 Halle           | 17   | 33:47 | 13:21 |
| 9.     | SV Merseburg 99         | 18   | 38:58 | 13:23 |
| 10.    | TSV Leuna 1919          | 18   | 29:77 | 5:31  |

|  | Kampioen, deelname promotie-eindronde |
|  | Degradatie naar 2. Klasse             |

## Promotie-eindronde
De kampioen van Elbe-Elster nam niet deel, de overige vier kampioenen van de 1. Kreisklasse namen het tegen elkaar op, de top twee promoveerde.
| Plaats | Club                       | Wed. | Saldo | Ptn. |
| ------ | -------------------------- | ---- | ----- | ---- |
| 1.     | LSV Nordhausen             | 4    | 30:8  | 6:2  |
| 2.     | SV Union Sandersdorf       | 4    | 13:12 | 6:2  |
| 3.     | FV Schwarz-Gelb Weißenfels | 4    | 9:20  | 2:6  |
| 4.     | TSG Bad Dürrenberg         | 4    | 7:19  | 2:6  |

|  | Promotie naar 1. Klasse Halle-Merseburg 1941/42 |